# Empire seldjoukide
1037–1194
Entités précédentes :
- Dynastie des Samanides
- Dynastie des Ghaznévides
- Imamat d'Oman
- Dynastie des Bouyides
- Empire byzantin
- Califat abbasside
- principauté d'Ancyre

Entités suivantes :
- Comté d'Édesse
- Empire ottoman
- Principauté d'Antioche
- Dynastie Shah Arman
- Dynastie des Ortokides
- Comté de Tripoli
- Dynastie des Zengides
- Kara-Khitans
- Imamat d'Oman
- Dynastie des Ghorides
- Empire khwarezmien
- Dynastie des Echrefides
- Dynastie des Karamanides
- Ahilik
Dynastie des Hamidides
Dynastie des Germiyanides
 Dynastie des Isfendiyarides
 Ilkhanat
Sultanat de Roum

L'Empire seldjoukide, ou le Grand Empire seldjoukide, était un empire médiéval turco-perse, de confession musulmane sunnite, fondé et dirigé par la branche Qïnïq des Turcs Oghouzes. Il s'étendait sur une superficie totale de 3,9 millions de kilomètres carrés (1,5 million de miles carrés), allant de l'Anatolie et du Levant à l'ouest jusqu'à l'Hindou Kouch à l'est, et de l'Asie centrale au nord jusqu'au golfe Persique au sud. Cet empire se caractérisait par une fusion culturelle où les éléments persans prédominaient dans la structure sociale, culturelle et administrative, tout en étant gouverné par des élites d'origine turque. La population, majoritairement composée de Persans turquisés, reflétait cette intégration et cette influence mutuelle des cultures turque et perse, contribuant à l'identité unique de l'empire.
Au cours des années 1140, l'Empire seldjoukide, caractérisé par sa culture perse turquisée, a commencé à décliner en puissance et en influence. Il a été supplanté à l'est par l'Empire khwarezmien en 1194, et à l'ouest par les Zengides. Cette transition marque les Seldjoukides comme faisant partie d'un continuum de sociétés persanisées, où les dynasties turques, y compris les Ottomans, les Timurides, les Séfévides et les Qadjars, ont adopté et intégré les traditions persanes et les pratiques islamiques dans leur gouvernance et leurs expressions culturelles. Cette synthèse était emblématique des Seldjoukides et a été émulée par les dynasties turques ultérieures qui ont dominé le Moyen-Orient jusqu'au début du XXe siècle, illustrant une fusion plutôt qu'une identité turque pure.

## Historique

### Grand Empire Seldjoukide
Famille issue de la tribu turque oghouze des Kınık vivant à l'origine au nord de la mer d'Aral, les Seldjoukides, tribus nomades, régnèrent sur le royaume des Oghouzes (turc Oğuz) à partir de 990. Ils portaient le titre de « Yabgu » et leur territoire s'étendait sur environ un million de kilomètres carrés. Cette famille qui, auparavant, avait possédé le beylik de la tribu Qiniq (en) (Kınık boyu), fournissait le chef héréditaire de cet État, chef qui portait le titre de « subaşı ». Le subaşı Dukak Bey, tué vers 903, avait été remplacé par Selçuk (Seldjouk) Bey, chef éponyme de la dynastie. Les Seldjoukides se convertirent au sunnisme vers 985, au moment où ils migrèrent vers le sud sous la conduite de Seldjouk, et devinrent une forte puissance militaire. Ils s'emparèrent tout d'abord du Khorassan, une province de l'Est de l'Iran auparavant gouvernée par les Ghaznévides, et poursuivirent leur conquêtes à partir de cette base. En 1038, le petit-fils de Seldjouk, Tuğrul Bey, se proclama sultan de Nishapur, puis s'empara de Bagdad en 1055, libérant le calife abbasside de la pression chiite de la dynastie des Bouyides. Celui-ci confirma son titre de sultan.
Le neveu de Tuğrul Bey, Alp Arslan (1063-1072) lui succéda, fondant et administrant le Grand Empire seldjoukide à partir de sa capitale, Ray (actuelle Téhéran). C'est sous son règne et celui de son fils Malik Shah Ier (1072-1092) que l'empire des Seldjoukides en Iran atteignit son apogée, grâce en partie à leur ministre persan, Nizam al-Mulk. En 1071, Alp Arslan vainquit l'empereur byzantin Romain IV Diogène à la bataille de Manzikert (Malazgirt) au nord de Van. Ce faisant, il donnait naissance à une autre branche de la dynastie : celle des Seldjoukides de Roum, ou d'Anatolie.
Jérusalem est à son tour prise en 1071 aux Fatimides par les Seldjoukides qui en changent unilatéralement le statut en 1078.

### Division de l'Empire

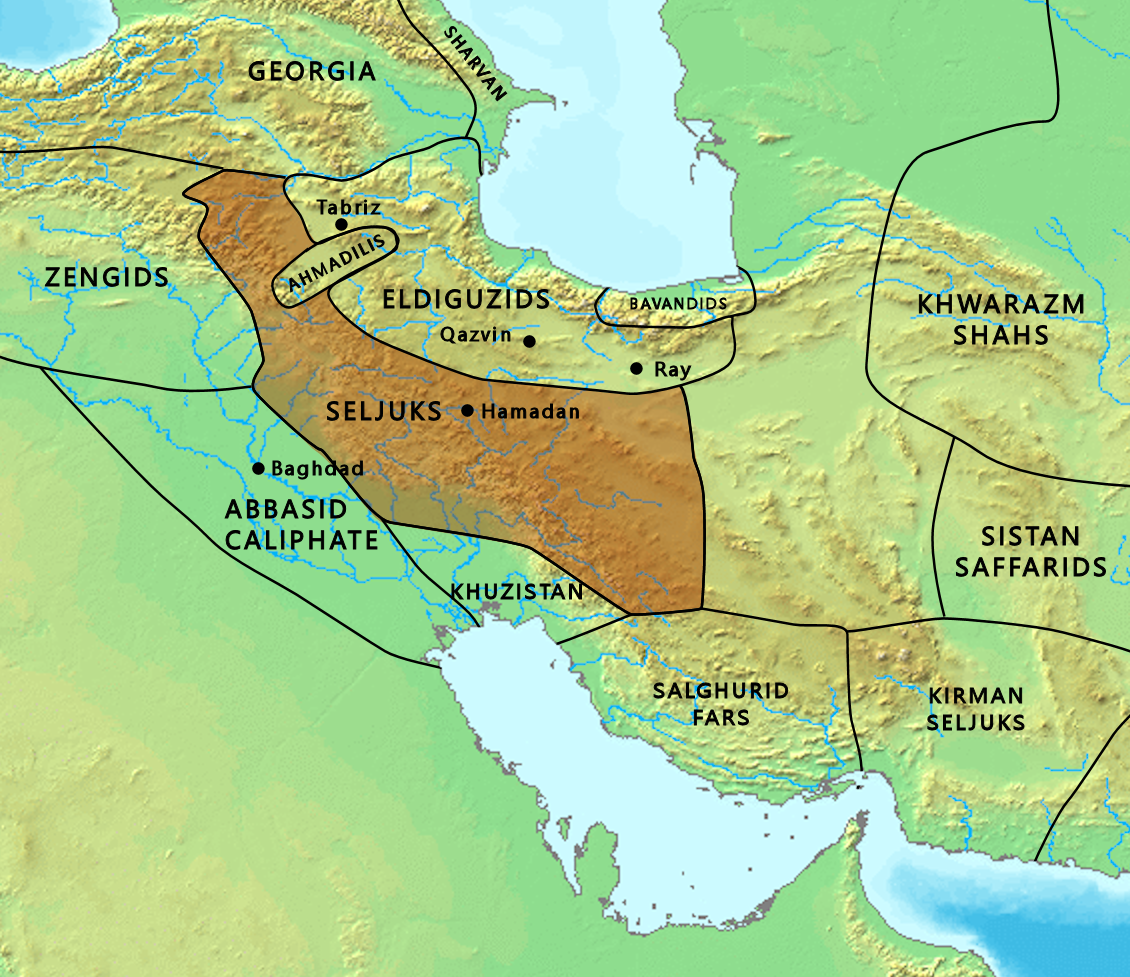
Seldjouks, 1080

Division de l'Empire seldjoukide au Levant en 1095 (Yâghî Siyân à Antioche, Ridwan à Alep, Duqâq à Damas, Banû ’Ammâr à Tripoli, Soqman ibn Ortoq à Jérusalem, Barkyaruq à Bagdad, Kılıç Arslan Ier au Roum).

En 1092, à la mort de Malik Chah Ier, en Iran, une guerre civile affaiblit sensiblement la dynastie. Le sultanat seldjoukide est divisé en plusieurs zones entre ses fils, qui se livrent à des guerres de succession affaiblissant la région. Le Khorassan échappa à la tutelle turque à la mort de Mu`izz ad-Dîn Ahmad Sanjar (1118-1157) dans une révolte des Oghouzes, tandis que les atabeys (gouverneurs locaux) dirigeaient dans les faits l'Iran, l'Irak, la Syrie et la Jezirah, et que plusieurs lignées éphémères se créaient en Syrie et à Kerman. Le dernier sultan seldjoukide d'Iran, Tuğrul ibn Arslan (1176-1194), mourut dans la guerre qu'il avait imprudemment déclenchée face aux shahs du Khwarezm.
La lignée des Seldjoukides de Roum, quant à elle, perdura jusqu'en 1307, résistant tant bien que mal aux croisades et aux dissensions internes. Cependant, à partir de 1276 et de l'arrivée de l'Ilkhanide Abaqa, les Seldjoukides perdirent quasiment tout pouvoir, bien que la monnaie ait été frappée en leur nom jusqu'en 1302.
Une branche christianisée des Seldjoukides régna sur le royaume géorgien d'Iméréthie en la personne de David VI Narin né de l'union en 1224 de Muhammad Mughis ad-Dîn Ghias ad-din, fils d'Abulharis Mughis ad-Dîn Tugril Shah, prince d'Erzeroum (1201-1225), et petit-fils de Kılıç Arslan II avec la reine Rousoudan Ire de Géorgie.

## Civilisation
Dès le début de leur règne, les Seldjoukides se sont iranisés et ont adopté le persan comme langue officielle de leur empire.
Leur empire put étendre ses routes commerciales jusqu'aux rives de la mer Noire et de la Méditerranée.